# Úřadovna OSN ve Vídni
Úřadovna OSN ve Vídni (anglicky: United Nations Office in Vienna) je jedno ze čtyř hlavních sídel Organizace spojených národů. Je součástí mezinárodního komplexu budov Vienna International Centre, jeho součástí je kromě Úřadovny OSN také rakouské centrum. Celý areál je mezinárodním exteritoriálním územím.

## Historie a popis
V roce 1967 pronajala rakouská vláda Spojeným národům pozemek na levém břehu Dunaje na 99 let za symbolický poplatek jednoho šilinku ročně. Stavba areálu, kterou podporoval kancléř Bruno Kreisky, začala v roce 1973 podle projektu rakouského architekta Johanna Stabera. Centrum bylo slavnostně otevřeno 1. ledna 1980. Komplex se skládá z centrální válcové budovy, obklopené šesti různě vysokými stavbami, které mají všechny půdorys ve tvaru písmene Y. Zaujímá plochu 230 000 čtverečních metrů, nejvyšší budova je vysoká 127 metrů a má 28 pater (před dokončením Millennium Tower byla nejvyšší stavbou ve Vídni). Pracuje zde okolo pěti tisíc lidí, nejbližší stanicí metra je Kaisermühlen.

## Sídla agentur OSN
Sídlí následující instituce OSN, jsou zde přítomny také další instituce, které ale sídlí v ostatních sídlech OSN.
- Organizace OSN pro průmyslový rozvoj (UNIDO)
- Mezinárodní agentura pro atomovou energii (MAAE)
- Úřad Vysokého komisaře OSN pro uprchlíky (UNHCR)
- Úřad OSN pro drogy a kriminalitu (UNODC)
- Úřad OSN pro vesmírné záležitosti (UNOOSA)
- Přípravná komise pro Organizaci smlouvy o všeobecném zákazu jaderných zkoušek (CTBTO)